# Distrikt Huayana
Der Distrikt Huayana liegt in der Provinz Andahuaylas in der Region Apurímac im zentralen Süden von Peru. Der Distrikt wurde am 30. Oktober 1984 gegründet. Er besitzt eine Fläche von 95,3 km². Beim Zensus 2017 wurden 793 Einwohner gezählt. Im Jahr 1993 lag die Einwohnerzahl bei 978, im Jahr 2007 bei 961. Die Distriktverwaltung befindet sich in der 3150 m hoch gelegenen Ortschaft Huayana mit 502 Einwohnern (Stand 2017). Huayana liegt 50 km südsüdwestlich der Provinzhauptstadt Andahuaylas.

## Geographische Lage
Der Distrikt Huayana liegt im Andenhochland im Südwesten der Provinz Andahuaylas. Der Río Chicha (auch Río Soras) fließt entlang der westlichen Distriktgrenze nach Norden.
Der Distrikt Huayana grenzt im Westen an die Distrikte Santiago de Paucaray und Paico (beide in der Provinz Sucre), im Nordwesten an den Distrikt San Miguel de Chaccrampa, im Nordosten und im Osten an den Distrikt Tumay Huaraca sowie im Südwesten an den Distrikt Pomacocha.